# Coptoclerus sericeus
Coptoclerus sericeus là một loài bọ cánh cứng trong họ Cleridae. Loài này được Chapin miêu tả khoa học đầu tiên năm 1924.